# Xã Malone, Quận Tazewell, Illinois
Xã Malone (tiếng Anh: Malone Township) là một xã thuộc quận Tazewell, tiểu bang Illinois, Hoa Kỳ. Năm 2010, dân số của xã này là 220 người.